# Saskia Hennig von Lange
Saskia Hennig von Lange (* 1976) ist eine deutsche Schriftstellerin und Kunsthistorikerin.

## Leben
Hennig von Lange studierte an der Justus-Liebig-Universität Gießen Angewandte Theaterwissenschaften und Kunstgeschichte. Ihre noch nicht ganz abgeschlossene Dissertation hat das Verhältnis von Bild, Rahmen und Körper in der spätmittelalterlichen Kunst zum Thema.
Für ihre Novelle Alles, was draußen ist aus dem Jahr 2013 erhielt sie den Bayern 2-Wortspiele-Preis und den Rauriser Literaturpreis. Ihr 2014 erschienener Debüt-Roman Zurück zum Feuer bekam den Hallertauer Debütpreis und den Clemens-Brentano-Preis der Stadt Heidelberg zugesprochen.
Die Schriftstellerin lebt mit ihrem Mann und den drei Kindern in Frankfurt am Main. Sie ist die Schwägerin der Popliteratur-Schriftstellerin Alexa Hennig von Lange.

## Werke
- Alles, was draußen ist. Novelle. Jung und Jung, Salzburg 2013, ISBN 978-3-99027-027-1.
- Zurück zum Feuer. Roman. Jung und Jung, Salzburg 2014, ISBN 978-3-99027-058-5.
- Hier beginnt der Wald. Roman. Jung und Jung, Salzburg 2018, ISBN 978-3-99027-216-9.
- Heim. Roman. Jung und Jung, Salzburg 2024, ISBN 978-3-99027-403-3.

## Auszeichnungen
- 2013: Wortspiele-Literaturpreis
- 2014: Rauriser Literaturpreis
- 2014: Hallertauer Roman-Debütpreis
- 2015: Autorenstipendium des Deutschen Literaturfonds
- 2015: Clemens-Brentano-Preis der Stadt Heidelberg
- 2016: George-Konell-Preis